# 北信地域

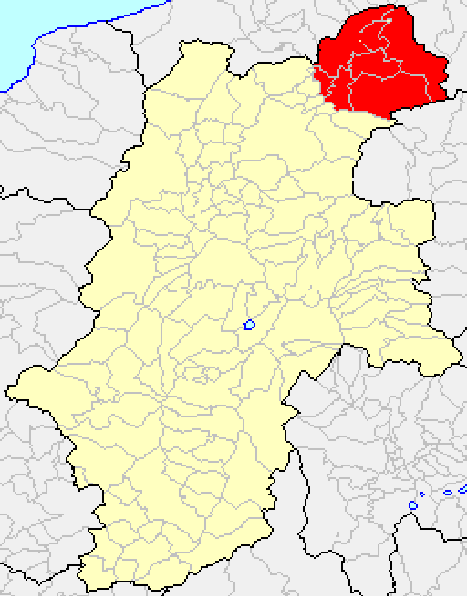
赤い部分が県の定義の北信地域。俗に使われる場合は中野市、山ノ内町が抜ける。

北信地域（ほくしんちいき）は、日本の長野県の北信地方のうち、中野市・飯山市を中心とした地域である。長野県を10の広域に分類したうちの一つ。中野・飯山地域（なかの・いいやまちいき）とも言う。「北信地方（ほくしんちほう）」とは名称が似るが、そのうち北半分を指す。
現在の範囲は以下の2市1町3村からなる。発足当時の下高井郡・下水内郡と一致する。
- 中野市
- 飯山市
- 下高井郡：山ノ内町・木島平村・野沢温泉村
- 下水内郡：栄村

上記は長野県による定義であるが、狭義の「北信地域」として中野市・山ノ内町を除く用例もあり、その範囲では「奥信濃」とも呼ばれる。

## 概要
長野県には旧来より4つの広域地方（北信・中信・東信・南信）という区分が存在するが、より細かな行政サービスを行うため、さらに細分化した10地域への区分を新たに設けた。その際、本地域を指す適当な語がなかったため、県の最北にある地域という理由から「北信地域」と名付けられた。結果、本地域が属する「北信地方」とは名称が酷似することとなった。
県の定義（広義）では中野市・山ノ内町（いわゆる岳南地区）も北信地域に入るが、北信地域という言葉が俗に使われる場合（狭義）は岳南地区は該当しない。
中野市は長野地域との交流が活発であるため北信地域内では浮いた存在だが、中野市のような大きな市がないと地域として成立しないためやむを得ず北信地域に入っている。両市町が入る場合は北信広域連合の範囲に一致する。
人口は県の定義（広義）の場合は102,331人（2005年8月1日現在）、俗に言う北信地域（狭義）の場合は29,993人（同）。
域内には豪雪地帯を抱えているうえ、交通の便も悪いため過疎化が著しい市外局番は全域0269であるが、岳南地区（中野MA、市内局番20 - 59）と岳北地区（飯山MA、市内局番60 - 89）相互間の通話は隣接地域のため市外局番が必要である。

## 管内の特別地方公共団体

### 広域連合
- 北信広域連合

### 一部事務組合

#### 岳北広域行政組合
- 岳北広域行政組合 - 飯山市、木島平村、野沢温泉村、栄村で構成。消防事務のほか、ごみ処理施設等の運営を共同で行う一部事務組合である。
- 消防本部の名称：岳北消防本部
- 消防署

| 消防署     | 住所            | 分署                                        |
| ---------- | --------------- | ------------------------------------------- |
| 飯山消防署 | 飯山市木島357-6 | 野沢：野沢温泉村豊郷9842-3 栄：栄村北信3433 |

#### 岳南広域消防組合
- 岳南広域消防組合 - 中野市、山ノ内町で構成。消防事務を共同で行う消防組合である。
- 消防本部の名称：岳南広域消防本部
- 消防署

| 消防署       | 住所                | 分遣所                     |
| ------------ | ------------------- | -------------------------- |
| 中野消防署   | 中野市江部1324-2    | 豊田：中野市豊津2483-1     |
| 山ノ内消防署 | 山ノ内町平穏4106-11 | 志賀高原：山ノ内町平穏7148 |

## 北信地域振興局
〒383-8515 中野市大字壁田955番地